# Madonna Lenti
La Madonna Lenti o Bache è un dipinto a tempera e oro su tavola (37,8x25,4 cm) di Carlo Crivelli, databile al 1472-1473 circa e conservato nel Metropolitan Museum di New York. È firmato OPVS KAROLI CRIVELLI VENETI.

## Storia
L'opera, nata per la devozione privata, è in tutta probabilità da identificare con quella che l'Orsini vide verso il 1790 in casa di Pier Giovanni Lenti ad Ascoli: corrisponde infatti la firma del nome con la "K", a differenza dell'altra possibile "Madonna Lenti", quella di Ancona, probabilmente da datare al 1480 circa.
L'opera è nota con certezza dal 1852, nella collezione Jones di Clytha, da dove passò in quella Baring (1871) e poi Northbrook. Nel 1927 era nelle mani degli antiquari newyorkesi Duveen, che la cedettero a Jules S. Bache; entrò infine nel 1944 nel museo.

## Descrizione e stile
Una Madonna pensierosa si leva a mezza figura dietro un parapetto, sul quale, isolato da un cuscino e da un telo (dove un cartellino appeso riporta la firma), sta il Bambino seduto, stringendo un uccellino tra le mani, simbolo della sua futura Passione.
Dietro Maria una tenda verse, retaggio dell'arte veneziana, copre il paesaggio (che invece si scorge ai lati) e in alto sta appesa un festone di foglie, grosse mele e zucche, tipico elemento decorativo di matrice padovana.
Spicca nel dipinto la preziosità da miniatura, lo sfarzo di dettagli come la veste damascata di Maria, o al cura estrema di dettagli come le espressive mani della donna, lunghe e affusolate, le crepe nel marmo, la mosca poggiata sul parapetto, un dettaglio di chiara ascendenza fiamminga già utilizzato nella Madonna Linsky.  Spicca inoltre la diffusa luminosità, l'efficacia della forma chiusa  e il nitore del segno, debitore forse delle esperienze di Andrea Mantegna.
Dettagli stilistici avvicinano la datazione dell'opera a lavori quali il Polittico di Ascoli Piceno e il Secondo trittico di Valle Castellana.